# 外山豊造
外山 豊造（とやま ぶんぞう、1880年（明治13年）10月16日 - 1937年（昭和12年）2月15日）は、日本の陸軍軍人。最終階級は陸軍中将。

## 経歴
和歌山県出身。外山民次郎の二男として生まれる。陸軍幼年学校を経て、1900年（明治33年）11月、陸軍士官学校（12期）を卒業。翌年6月、歩兵少尉に任官し歩兵第8連隊付となる。1909年（明治42年）12月、陸軍大学校（21期）を卒業し参謀本部出仕となる。
1913年（大正2年）8月、歩兵少佐に昇進し歩兵第15連隊付となる。1914年（大正3年）6月、歩兵第7連隊大隊長となり、陸大教官、兼参謀本部員を務め、1918年（大正7年）4月、歩兵中佐に進級。同年11月、参謀本部員に転じ、陸軍兵器本廠付を経て、1921年（大正10年）7月、歩兵大佐に昇進し歩兵第63連隊長に就任した。1922年（大正11年）8月、参謀本部演習課長に転じ、陸大教官を経て、1926年（大正15年）3月、陸軍少将に進級し、同年12月、歩兵第28旅団長となった。
1929年（昭和4年）8月、参謀本部付となり、1930年（昭和5年）3月、朝鮮憲兵隊司令官に就任。1931年（昭和6年）8月、陸軍中将に進み憲兵司令官に就任。十月事件の対応に当たった。1932年（昭和7年）2月、台湾守備隊司令官に転じ、1934年（昭和9年）8月、第9師団長に親補された。1935年（昭和10年）12月に待命、翌月、予備役に編入された。

## 栄典
- 1901年（明治34年）10月10日 - 正八位[5]
- 1910年（明治43年）9月30日 - 従六位[6]

## 親族
- 義弟 羽藤辰一（陸軍中佐）[1]